# ابوالقاسم یعقوبی
ابوالقاسم یعقوبی (زاده ۱۳۴۰ کاشمر) روحانی شیعه ایرانی است که نماینده ولی فقیه در استان خراسان شمالی و امام جمعه شهر بجنورد بوده‌است.

## زندگی‌نامه
در سال ۱۳۴۰ در خانواده‌ای مذهبی در روستای چنار واقع در ۳۰ کیلومتری شهرستان کاشمر از توابع شهرستان مه ولات (فیض آباد) چشم به جهان گشود. دوره ابتدایی را به سرعت طی کرد و در سال ۱۳۵۱ وارد حوزه علمیه حاج سلطان کاشمر شد و تا سال ۱۳۵۵ مقدمات را آموخت و پس از آن برای ادامه تحصیل عازم حوزه علمیه قم شد.

## سوابق
ابوالقاسم یعقوبی قبل از اینکه در سِمت نماینده ولی فقیه منصوب گردد، درحوزه‌های علمیه شهرهای قم، شیراز، کاشمر، ساوه و فسا همکاری داشته است و همچنین در دانشگاه‌های علامه طباطبایی، فسا و استان فارس تدریس می‌کرده است. از دیگر مسئولیت های وی عضویت در کارگروه تخصصی تبلیغ دینی شورای فرهنگی دفتر رهبری،‌ نماینده شورای سیاست گذاری ائمه جمعه کشور در کارگروه شورای فرهنگ عمومی استان تهران و همچنین عضو کارگروه مدیریت کلان دستگاه‌های فرهنگی می‌باشد.

## نظر درباره زنان
امام جمعه و نماینده سید علی خامنه‌ای در بجنورد، ابوالقاسم یعقوبی، در روز جمعه ۱۱ مهر سال ۱۳۹۹ در نماز جمعه گفت: «بدحجابی یک ویروس خطرناک است و باید ناجا زندگی بدحجابان را ناامن کند.» این اظهارات هم‌زمان با سخن یوسف طباطبایی‌نژاد، امام جمعه اصفهان، در دیدار با مقامات نظامی و امنیتی که خواستار «ناامن‌شدن» فضا برای بدحجابان شد، می‌باشد که باعث واکنش گسترده در شبکه‌های اجتماعی شده و آنرا یادآور تحریک و تشویق به اسیدپاشی به زنان در سال ۹۳ می‌دانند.